# ピノキオの冒険旅行
- ディズニーパーク > 東京ディズニーリゾート > 東京ディズニーランド

- - ファンタジーランド > ピノキオの冒険旅行

- - 東京ディズニーランドのアトラクションの一覧 > ピノキオの冒険旅行

ピノキオの冒険旅行（ピノキオのぼうけんりょこう、Pinocchio's Daring Journey）は世界のディズニーパークにあるアトラクション。

## このアトラクションが存在するパーク
- ディズニーランド（ディズニーランド・リゾート）
- 東京ディズニーランド（東京ディズニーリゾート）
- ディズニーランド・パーク（ディズニーランド・パリ）

## 概要
ピノキオの冒険旅行(Pinocchio's Daring Journey)は、ディズニー映画『ピノキオ』をモチーフにしたライド型アトラクション。トロッコ型のライドに乗って同作の物語をたどる。
このアトラクションは、東京ディズニーランド開園時に世界で初めて開設され、その1ヵ月後の1983年5月15日にカリフォルニアのディズニーランドにも開設された。アナハイム版、パリ版は、さらにそれらに基づいて導入されたものである。
小型のライドは4人ないし6人乗りで、地面に設置されたレールの上を走っていく。ピノキオの物語に沿って場面が変わっていき、最後にはピノキオを人間にしてくれるブルー・フェアリーに出会う。

## 各施設紹介

### ディズニーランド
| ピノキオの冒険旅行 | ピノキオの冒険旅行 | ピノキオの冒険旅行 | ピノキオの冒険旅行 |
| ------------------ | ------------------ | ------------------ | ------------------ |
| オープン日         | オープン日         | 1983年5月23日      | 1983年5月23日      |
| スポンサー         | スポンサー         | なし               | なし               |
| 所要時間           | 所要時間           | 2分47秒            | 2分47秒            |
| 定員               | 定員               | 4名/1台            | 4名/1台            |
| 利用制限           |                    | なし               | なし               |
| ファストパス       | ファストパス       |                    | 対象外             |
| シングルライダー   | シングルライダー   |                    | 対象外             |

ピノキオの冒険旅行(Pinocchio's Daring Journey)は、ディズニー映画『ピノキオ』をモチーフにしたライド型アトラクション。トロッコ型のライドに乗って同作の物語をたどる。

### 東京ディズニーランド
| ピノキオの冒険旅行 Pinocchio's Daring Journey | ピノキオの冒険旅行 Pinocchio's Daring Journey | ピノキオの冒険旅行 Pinocchio's Daring Journey        | ピノキオの冒険旅行 Pinocchio's Daring Journey        |
| --------------------------------------------- | --------------------------------------------- | ---------------------------------------------------- | ---------------------------------------------------- |
| オープン日                                    | オープン日                                    | 1983年4月15日 (東京ディズニーランドと同時にオープン) | 1983年4月15日 (東京ディズニーランドと同時にオープン) |
| スポンサー                                    | スポンサー                                    | なし                                                 | なし                                                 |
| 所要時間                                      | 所要時間                                      | 約2分                                                | 約2分                                                |
| 定員                                          | 定員                                          | 4名/1台                                              | 4名/1台                                              |
| 利用制限                                      |                                               | なし                                                 | なし                                                 |
| ファストパス                                  | ファストパス                                  |                                                      | 対象外                                               |
| シングルライダー                              | シングルライダー                              |                                                      | 対象外                                               |

ピノキオの冒険旅行(Pinocchio's Daring Journey)は、ディズニー映画『ピノキオ』をモチーフしたライド型アトラクション。トロッコ型のライドに乗って同作の物語をたどる。
この東京版が、世界で最初に正式にオープンした施設となっている。人気はあるが、ゲストの回転がよいアトラクションのためピーターパン空の旅などに比べると、それほど長時間待つことはない。
なおアトラクションのストーリーは映画のストーリーの途中である、ピノキオがストロンボリ人形劇場で歌い踊る場面から始まるため、映画を見てないとストーリーが分かりにくいアトラクションとなっている。
乗車前のアナウンスは日本語版をゼペットが、英語版をジミニー・クリケットが担当している。

#### 声の出演
| 役名                 | 声優       |
| -------------------- | ---------- |
| ピノキオ             | 堀江美都子 |
| ジミニー・クリケット | 肝付兼太   |
| ゼペット             | 熊倉一雄   |
| ストロンボリ         | 大塚周夫   |
| コーチマン           | 辻村真人   |

### ディズニーランド・パリ
| ピノキオの冒険旅行 Les Voyages de Pinocchio | ピノキオの冒険旅行 Les Voyages de Pinocchio | ピノキオの冒険旅行 Les Voyages de Pinocchio                       | ピノキオの冒険旅行 Les Voyages de Pinocchio                       |
| ------------------------------------------- | ------------------------------------------- | ----------------------------------------------------------------- | ----------------------------------------------------------------- |
| オープン日                                  | オープン日                                  | 1992年4月12日（ユーロ・ディズニーランド（当時）と同時にオープン） | 1992年4月12日（ユーロ・ディズニーランド（当時）と同時にオープン） |
| スポンサー                                  | スポンサー                                  | なし                                                              | なし                                                              |
| 所要時間                                    | 所要時間                                    | 約2分                                                             | 約2分                                                             |
| 定員                                        | 定員                                        | 6名/1台                                                           | 6名/1台                                                           |
| 利用制限                                    |                                             | なし                                                              | なし                                                              |
| ファストパス                                | ファストパス                                |                                                                   | 対象外                                                            |
| シングルライダー                            | シングルライダー                            |                                                                   | 対象外                                                            |

ピノキオの冒険旅行(Les Voyages de Pinocchio)は、ディズニー映画『ピノキオ』をモチーフにしたライド型アトラクション。トロッコ型のライドに乗って同作の物語をたどる。
東京ディズニーランドにある同名のアトラクションとほぼ同内容のアトラクションだが、定員が1台6人とライドが大きく、一方で所要時間が2分とやや短めになっている点が異なる。